# Elektric Music
Elektric music var en tysk musikgrupp som bestod av den tidigare Kraftwerk-medlemmen Karl Bartos och Lothar Manteuffel som verkade under början av 1990-talet.

## Biografi

### Tidigare karriär (1991–1993)
Karl Bartos hade precis lämnat bandet Kraftwerk eftersom han tyckte att "produktionstakten på Kling Klang Studio var på tok för låg" och Lothar Manteuffel var medlem i bandet Rheingold.

### Esperanto(1993)
De släppte albumet Esperanto 1993, flera av låtarna var snarlika Kraftwerks låtar. På "Kissing The Machine" sjunger Andy McCluskey (från gruppen OMD). Allmusic gav albumet 4 av 5 och beskrev: 
"A fine slice of electronica, Esperanto demonstrates that in 1993, the teacher was quite willing to learn some things from his students."

### Electric Music (1993–1998)
Lothar Manteuffel hoppade senare av Elektric Music och Karl Bartos justerade gruppnamnet till Electric Music, under vilket ett album med likadant namn släpptes 1998.

## Diskografi

### Album
| År   | album                                               |
| ---- | --------------------------------------------------- |
| 1993 | Esperanto                                           |
| 1998 | Electric Music (Karl Bartos utan Lothar Manteuffel) |

### Singlar
| År   | Singel                                            |
| ---- | ------------------------------------------------- |
| 1992 | "Crosstalk"                                       |
| 1993 | TV                                                |
| 1993 | "Lifestyle"                                       |
| 1998 | "Sunshine" (Karl Bartos utan Lothar Manteuffel)   |
| 1998 | "Call On Me" (Karl Bartos utan Lothar Manteuffel) |